# Une lettre pour la Maison-Blanche
Une lettre pour la Maison-Blanche est un roman d'espionnage de la série SAS, portant le no 126 de la série, écrit par Gérard de Villiers, publié en 1997. Comme tous les SAS parus au cours des années 1990, le roman a été édité lors de sa publication en France à 200 000 exemplaires.
L'action se déroule courant 1997, en Russie, en Moldavie, en Roumanie et aux États-Unis.

## Personnages principaux
- Malko Linge
- Franck Capistrano
- Evgueni Polyakov
- Lee Brookner
- Fedora Kulak
- Howard Moody
- Yolanda Casas
- Anatoly Roudzik
- Ruxandra Andreanu

## Résumé
Franck Capistrano a appris qu'un général russe, Evgueni Polyakov, souhaite révéler à la CIA ce qu'il sait sur l'espionnage russe aux États-Unis. Il est en effet le responsable des archives du SVR et, à ce titre, a accès aux identités des agents dormants aux États-Unis. Si l'on arrive à exfiltrer cet officier, la CIA aura ramené du « grand gibier » ! Pour rencontrer Polyakov (nom de code : Potato), Capistrano avait envoyé à Moscou Lee Brookner, un agent sans couverture, mais celui-ci, au moment d'arriver au lieu de rencontre fixé par Polyakov, avait été assassiné par un inconnu. 
Le roman commence par la rupture de filature faite par Lee Brookner et son assassinat peu après dans le métro moscovite. Voyant la complexité et l'importance de l'affaire, Capistrano demande alors à Malko Linge de se rendre en Russie et de récupérer Polyakov. Celui-ci, à quelques jours de la retraite, veut prendre la fuite avec sa maîtresse, Fedora Kulak. Malko rencontre la jeune femme à Moscou et retourne voir Capistrano pour rendre compte. On apprend alors le trouble jeu d'un certain Howard Moody qui, ami intime de Bill Clinton, souhaite que Polyakov n'arrive pas vivant aux États-Unis. Il est en lien avec Yolanda Casas. Ces deux personnes pourraient être à l'origine de l'assassinat de Lee Brookner. Polyakov et Fedora décident de quitter la Russie, et se rendent en avion à Kichinev, capitale de la Moldavie. 
La fuite du couple n'est pas passée inaperçue, Fedora ayant tué les deux gardes chargés de leur protection. Les services secrets russes se mettent en branle : une chasse à l'homme s'organise, y compris contre Malko, qui par malchance a croisé la route, durant son bref séjour à Moscou, d'Anatoly Roudzik, un général du FSB rencontré dans une précédente aventure. Le but du FSB est de retrouver les fugitifs et de les tuer. Malko se rend à Bucarest en Roumanie, pour rencontrer Ruxandra Andreanu, l'épouse de Stalian Andreanu, agent dormant de la CIA. Malko se rend compte qu'il est suivi, mais pas par des Russes. Peu après, il fait prisonnier un de ses poursuivants. Aidé par des Tsiganes, il tente de le faire parler. Les Tsiganes torturent l'homme, qui meurt des suites des tortures. On apprend que les deux poursuivants étaient le Cubain mort des tortures, et Dell Claridge, envoyé par Howard Moody et Yolanda Casas pour assassiner Malko et les deux fugitifs. 
Malko et Ruxandra Andreanu ont rejoint les fugitifs à Kichinev. Puis le petit groupe quitte Kichinev. Ils se rendent en Roumanie, en passant par Leuseni, Leova, Cahul et Giurgulesti. Ils sont pris en chasse par des agents du SVR, mais ils parviennent à les semer grâce à un brouillard dense. Ils arrivent enfin en Roumanie, et vont se réfugier au domicile de Ruxandra Andreanu. Durant leur trajet, Polyakov tombe dans le coma ; Malko et Fedora renoncent à l'amener dans un hôpital pour ne pas donner l'éveil. Le général meurt peu après d'une attaque cérébrale : ses secrets disparaissent avec lui. Durant la nuit, la maison de Ruxandra Andreanu est attaquée par une escouade des services secrets russes. Ruxandra Andreanu et Evgueni Polyakov sont la cible des tireurs, qui croient avoir tué le général et sa compagne. 
Malko et Fedora s'empressent de quitter le pays en passant par la Hongrie, puis en prenant l'avion pour les États-Unis. Malko pressent que Franck Capistrano ne va pas accueillir Fedora de bonne grâce, car elle ne sait rien des secrets de Polyakov. Mais Fedora apprend à Malko qu'avant de mourir, Polyakov avait, à Kichinev, rédigé un courrier « spécial », envoyé « poste restante » dans un bureau de poste américain. Dans ce courrier, Polyakov détaillait un complot russe visant à déstabiliser le président Bill Clinton et donnait les noms de divers agents de la CIA payés par le FSB. Fedora est la seule à pouvoir récupérer ce courrier, et souhaite l'échanger contre son installation sous un nouveau nom aux États-Unis. Capistrano accepte. Fedora prend contact avec un agent dormant russe, qui s'empresse de la dénoncer au FSB. Une fusillade éclate : Fedora est grièvement blessée. 
Malko, arrivé sur les lieux, parvient à s'emparer du courrier envoyé par Polyakov. Il retourne voir Capistrano. Les deux hommes prennent connaissance du contenu : Polyakov ne s'est pas moqué d'eux. On apprend ainsi que les services secrets russes avaient « piégé » Bill Clinton en faisant en sorte qu'un agent remette à son fonds de campagne électorale de « l'argent sale », afin d'avoir éventuellement une prise sur le président américain. Il y a aussi une liste d'employés de la CIA payés par le FSB. Dans les dernières pages du roman, on apprend que Fedora ne va pas mourir et va pouvoir s'installer aux États-Unis.

## Remarques
- Comme souvent dans des romans de la série, une femme qui vient en aide à Malko (ici : Ruxandra Andreanu), est tuée.
- Le roman a été rédigé avant l’« affaire Monica Lewinsky ».
- En page 49, chapitre 4, il est fait mention que Malko a un « Zippo en argent massif à ses armes ».
- Ce n'était pas la première fois que Malko se rendait en Roumanie, il y était déjà venu dans Le Bal de la comtesse Adler.